# Loromontzey
Loromontzey is een gemeente in het Franse departement Meurthe-et-Moselle (regio Grand Est) en telt 85 inwoners (2009). De plaats maakt deel uit van het arrondissement Lunéville.

## Geografie
De oppervlakte van Loromontzey bedraagt 7,6 km², de bevolkingsdichtheid is dus 11,2 inwoners per km².
De onderstaande kaart toont de ligging van Loromontzey met de belangrijkste infrastructuur en aangrenzende gemeenten.

## Demografie
De figuur toont het verloop van het inwonertal (bron: INSEE-tellingen).